# 艾興巴興河
50°25′12″N 6°50′34″E / 50.420078°N 6.842901°E
艾興巴興河（德語：Eichenbach），是德國的河流，位於該國西部，流經北萊茵-威斯特法倫州和萊茵蘭-普法爾茨州，屬於阿爾河的左支流，河道全長6.9公里，流域面積7.1平方公里。